# Grammaire du peul
 (octobre 2012).
Cet article décrit la grammaire de la langue peul, parlée par le peuple peul.

## Structure grammaticale

### Alphabet
L'orthographe fait appel à un alphabet de 32 lettres en latin complété.
| A  | a  | voyelle orale                                          |
| ’  | ʼ  | glottale occlusive sourde (remplace parfois le " Aa ") |
| B  | b  | labiale occlusive sonore                               |
| Ɓ  | ɓ  | labiale implosive                                      |
| C  | c  | palatale occlusive sourde [ tch ]                      |
| D  | d  | dentale occlusive sonore                               |
| Ɗ  | ɗ  | dentale implosive                                      |
| E  | e  | voyelle orale, " è " ouvert                            |
| EE | ee | doublée                                                |
| F  | f  | labiale fricative                                      |
| G  | g  | vélaire occlusive sonore toujours dure                 |
| H  | h  | glotale fricative                                      |
| I  | i  | voyelle                                                |
| J  | j  | palatale occlusive sonore                              |
| K  | k  | vélaire occlusive sonore                               |
| L  | l  | liquide latérale                                       |
| M  | m  | labiale nasale. Toujours prononcée                     |
| MB | mb | labiale occlusive sonore pré-nasalisée                 |
| N  | n  | nasale alvéolaire                                      |
| ND | nd | dentale occlusive sonore pré-nasalisée                 |
| NG | ng | vélaire occlusive sonore pré-nasalisée                 |
| NJ | nj | palatale occlusive sonore pré-nasalisée                |
| NY | ny | palatale nasalisée, mouillée                           |
| Ŋ  | ŋ  | vélaire nasale ( N)                                    |
| O  | o  | voyelle orale.Ouverte                                  |
| OO | oo | doublée                                                |
| P  | p  | labiale occlusive sourde                               |
| R  | r  | dentale fricative vibrante.Roulée                      |
| S  | s  | sifflante fricative sourde                             |
| T  | t  | dentale occlusive sourde                               |
| U  | u  | voyelle. Prononcée " ou "                              |
| W  | w  | labiale semi-voyelle, comme le W anglais               |
| Y  | y  | palatale semi-voyelle                                  |
| Ƴ  | ƴ  | palatale implosive (Y)                                 |

## Écriture
Le fulfuldé, comme d'autres langues africaines, peut s'écrire à partir des caractères arabes (`ajami) ou à partir des caractères latins (avec un alphabet adapté). Le tableau ci-dessous donne quelques exemples de mots peuls tirés d'un seul dialecte. Les variations sont nombreuses, y compris dans la manière d'écrire les lettres. Par exemple. le mot nyaamde peut aussi s'écrire ñaamde.
| Mot en français | Mot en peul                | Prononciation standard     |
| --------------- | -------------------------- | -------------------------- |
| terre           | leydi                      | [ lé-idi ]                 |
| ciel            | asamaa, kammu              | [ assa-mâ ], [kam-mou      |
| eau             | ndiyan                     | [ ndi-yan ]                |
| hirondelle      | bilibiliiru                | [ bilibi-lî-rou ]          |
| hibou           | durudukku                  | [ douroudoukou ]           |
| garçon          | gorko (pl: worɓe)          | [ gor-kô ] - ([ wor-Bé ])  |
| femme           | debbo (pl: rewɓe)          | [ dé-bbô ] - ([ re-ouBé ]) |
| homme           | neɗɗo ou gimɗo (pl: yimɓe) | [ né-dô ] - ([ yim-Bé ])   |
| enfant          | paykun (pl: ɓiɓɓe)         | [ paii-cou ] - ([ bi-bé ]) |
| mère            | neene                      | [ né-né ]                  |
| manger          | ñaamugol                   | [ nia-mou-gol ]            |
| étudier         | janngugol                  | [ djang-gou-gol ]          |
| boire           | yarugol                    | [ iar-rou-gol ]            |
| grand           | mawɗo                      | [ ma-oudo ]                |
| jeu             | fijundaaru                 | [ fi-joun-dâ-rou ]         |
| nuit            | jemma                      | [ djé-ma ]                 |
| jour            | ñalorma                    | [ nia-lorma ]              |
| lundi           | Altine                     | [ al-tiné ]                |
| vendredi        | Aljuma                     | [ al-djouma ]              |
| samedi          | Aset ou asawe (en Guinée)  | [ a-ssèt ] ou [ assa-wè ]  |
| dimanche        | Alat                       | [ a-late ]                 |
| jeu de dames    | koki                       | [ ko-ki ]                  |
| le courage      | wakkilaare (wakkili)       | [ wa-ki-lâ-rè ]            |
| aimer           | yiiɗugol                   | [ yîd-ougol ]              |
| merci’’’        | jaaraama                   | dja-ra-ma                  |
| nom             | innde (pl : inɗe)          | [ în-dè ]                  |

## Prononciation
Les voyelles brèves
Les voyelles brèves ou voyelles de base, sont au nombre de 5  et s'écrivent comme en français :
a, e, i, o, u. 
Elles se prononcent comme en français, excepté le u  qui se prononce "ou".
ɓ : (b implosif) se prononce comme un « b » précédé par un arrêt glottal en un seul son
c : se prononce « tch »
ɗ : (d implosif) se prononce comme un « d » précédé par un arrêt glottal en un seul son
j : se prononce « dj » ou « dy » comme dans "diamant"
h : est toujours un « h » aspiré
s : se prononce toujours « s » (et pas « z » entre deux voyelles par exemple)
mb : les consonnes s'articulent en un seul son tout comme « nd »
nj : se prononce « ndj »
ng : les deux consonnes s'articulent en un seul son
ny : les deux consonnes s'articulent en un seul son (c'est écrit comme « ñ » au Sénégal et comme « ɲ » au Mali et Burkina Faso)
u : se prononce comme « ou »
Exemple de phrase :
Janngde ina waɗɗii e kala neɗɗanke → L'enseignement est un devoir pour chaque personne.

Les voyelles longues
L'accentuation: Elle est marquée par le doublement des voyelles de base à l'écrit et par un allongement dans la prononciation à l'oral ;
-aa comme dans le français tâche ; 
-ee comme dans tête; 
-ii comme dans gîte ;
-oo comme dans hôte ;
-uu = ou long comme dans tour.
Une voyelle devant une terminaison en r, n'a pas besoin d'être redoublée.
- Remarque

Ne pas marquer la longueur ou le redoublement vocalique est une faute grave puisque certains mots ne se distinguent que par cette opposition de longueur
exp: amugol    danser   /      aamugol     se décourager...

## Autres caractéristiques
À l'étude, on note :
- trois consonnes appelées "implosives "  (l'air est inspiré) que sont le ' B, ' D et  Y ' peuvent être difficiles a prononcer pour un non foulaphone[5].

- Nombreuses permutations (études diachroniques et régionalismes) du p en B et du p en f.

- Permutation du y en j, et du j en y, appelé " yod " (noté j à la transcription internationale)[6]

- La lettre p se prononce rarement.

- La lettre sh se prononce rarement (tous les termes commençant par sh dans le lexique peul sont d'origine "étrangère", française ou arabe ou Haoussa)[7].

- Le son ch du "shin" sémitique n'existe pas en pular. À noter qu'au Nigéria, les Peuls ont tendance à prononcer le c (tch) comme un sh.

- Le système nominal...

Comme d'autres langues africaines, il s'agit d'une langue à classes nominales.
On compte 24 classes nominales en fulfulde dix-neuf au singulier, quatre au pluriel auxquelles s'ajoute la classe neutre: -dun
Les suffixes de classe du singulier et du pluriel entrent dans un processus d'opposition binaire qui aboutit à la formation de couple de suffixes ou genre.
Genre: La notion de genre en fulfulde est différent du sens que l'on entend en français. Le genre dans les langues à classe est "asexuel".Mais il traduit une opposition singulier-pluriel.(ex.les classes kun, ngal, kal, ngel font leur pluriel en koy (pay-kun " petit enfant"; pay-koy "petits enfants")
Ainsi la forme la plus simple, le nom pular peut-il être schématisé comme suit:
Base radicale + suffixe nominal
ou
Base radicale + classificateur ou marqueur de classe nominale (M.C)
Cet ordre de succession est rigoureux et strict, seul son respect garantit la grammaticalité de l'expression nominale en fulfulde.

LA PHRASE NOMINALE
La présentation en est SVO.
Schéma : GNS + V + GNO ou GNC

## Le verbe
La structure verbale est à la fois flexionnelle et agglutinante.On a ainsi des dérivatifs verbaux qui peuvent être suffixés à la racine verbale pour en modifier le sens.
-Base verbale + Zone de dérivation + Zone de flexion
- Les voix...

Il existe en fulfulde trois voix :Active, moyenne et passive.
- La phrase verbale

ex: Licel / on yahi /  ka / luumo / jooni / kanko / e / ina / makko
Licel est partie au marché tout de suite avec sa mère.
- La négation verbale

La négation verbale est marquée par divers signes en fulfulde:  -aa ; wata ; hita ; alaa ou wanaa.
| Accompli               |                          | Inaccompli             |                        |
| Nég.non prétérisée     | Nég. prétérisée          | Nég.non prétérisée     | Nég.prétérisée         |
| Act.mi faamaali        | Oroji loot-aa-no         | Oroji rem-at-aa        | Oroji rem-at-aa-no     |
| je n'ai pas compris    | Oroji n'avait pas lavé   | Oroji ne cultivera pas | Oroji ne cultivait pas |
| Moy.mi daanaaki        | Kiro loot-a-noo-ki       | Kiro hunj-ot-aa-ko     | Kiro hunj-ot-a-noo-ko  |
| je n'ai pas dormi      | Kiro ne s'était pas lavé | Kiro ne récitera pas   | Kiro ne récitait pas   |
| Pass.mi noddaaka       | Rey loot-a-noo-ka        | Rey hiwr-et-aa-ka      | Rey hiwr-et-a-noo-ke   |
| je n'ai pas été appelé | Rey n'avait pas été lavé | Rey ne sera pas salué  | Rey n'était pas salué  |

## Les pronoms
Les pronoms sujets courts ou longs, se distinguent en tant qu'ils désignent des personnes, des animaux ou des objets (non personnels et impersonnels), mais aussi selon leur fonction, sujet ou objet.
| Pronoms sujets               | Pronoms sujets                     |
| ---------------------------- | ---------------------------------- |
| Singulier                    | Pluriel                            |
| 1- mi moi (sujet long mi do) | 1- excl men nous ; 1- incl en nous |
| 2-a tu                       | 2-on vous                          |
| 3-o il / elle                | 3-be ils / elles                   |

Exemple conjugaison verbe arugol " venir " + pronoms sujets
| Mi arii  | Je suis venu                                                              |
| A arii   | Tu es venu                                                                |
| O arii   | Il /elle est venu(e)                                                      |
| Men arii | Nous (exclusif comme le "Nous autres" au Québec) sommes venus             |
| En arii  | Nous ("Nous" inclusif ou "Nous normal" en français standard) sommes venus |
| On arii  | Vous êtes venus                                                           |
| Be arii  | Ils / Elles sont venu(e)s ou marque de vouvoiement                        |

## Les pronoms interrogatifs
Le pronom interrogatif est composé du préfixe hon-, marque de l'interrogation et du suffixe de classe.
ex:  
Le temps... honde
-honnde tuma   ou    honnde sai, quand?
La quantité...jelu
-ko defte jelu okkadaa?, Combien de livres t'a-t-on offert?

## Dialectes
Le fulfuldé ou pular se subdivise en de nombreuses variétés, qui sont habituellement regroupées en cinq grands ensembles géographiques :
- Parlers atlantiques
  - du Fouta-Toro, dans le bassin inférieur du fleuve Sénégal;
  - du Fouta-Djalon, sur les hauts plateaux de la Guinée et sa périphérie ;
- Parlers  centraux
  - du Macina, autour du delta intérieur du Niger ;
  - du sud-est du Mali à la région des dallols Maouri et Bosso au Niger, Nord-ouest-Burkina Faso;
- Parlers orientaux
  - dans l'ancien empire de Sokoto et les régions qui le bordent (Niger-Est, Nigeria, Cameroun, Nord-ouest-Soudan, Tchad et République centrafricaine).

## Locuteurs
fulfuldé, la grande fracture Est, Ouest...
- Peuls "occidentaux" (Mali, Sénégal, Mauritanie, Guinée) et peuls "orientaux" (Niger, Tchad, Soudan) peuvent avoir des difficultés d'intercompréhension.

On peut évaluer en sociolinguistique, les locuteurs qui énoncent avec un sentiment de sécurité linguistique (s'ils considèrent leur façon de parler comme légitime) ou au contraire d'insécurité (s'ils la dévalorisent).
À savoir...
- Nombre de Peuls pour des raisons diverses et variées ne parlent pas leur langue, au profit de langues européennes.
- Nombre de Peuls pensent parler un fulfuldé "pur", sans avoir la possibilité d'un tel contrôle.

Avenir d'un corpus...
Le peul est encore actuellement une langue à l'étude, qui devrait réserver encore bien des surprises aux linguistes et aux historiens.
Le fulfulde jusqu'à présent langue véhiculaire et langue d'étude, va comme d'autres langues, trouver sa future extension et exploitation dans le domaine de la linguistique appliquée.
- la didactique des langues :  didactique de la langue maternelle ou des langues étrangères. Élaboration de grammaire scolaire, ou de méthodes d'enseignement (pour les ONG dans les domaines scolaire, périscolaire ou médical) - Langue de spécialité : rédaction et compréhension d'articles en pular (domaine artistique, Presse écrite et télévisuelle), etc.

- la lexicographie : les usagers d'une langue aussi étendue et dont les locuteurs sont pour partie expatriés ou migrants (Europe continentale, États-Unis et depuis peu, Asie[13]) ont besoin de dictionnaires (pour contrôler une définition, une orthographe, pour apprendre la langue des "parents restés au pays"...). la lexicographie a pour fonction de réfléchir sur la confection de dictionnaires étymologiques.

La politique linguistique
L'étude du pular demande absolument la réalisation de dictionnaires et de lexiques unitaires.
Or, Nation sans État, les Peuls pâtissent de leur dispersion pour un développement standardisé de leur langue.
L'aménagement d'une version standardisée de cette langue est entamée à la suite de la conférence de Bamako (1966) dans le cadre du Projet manding et peul de l'Agence de coopération culturelle et technique (1983).
- Manifestations :

Tabital Pulaaku international - initié par des Peuls du Mali et Bururé du Fouta-Djalon en 2002, manifestation culturelle ayant lieu chaque été, réunissant des acteurs Peuls de la société civile ; politiques, ingénieurs, scientifiques, médecins, artistes, écrivains etc. et du secteur économique (entrepreneurs) ou humanitaire (ONG), afin de discuter et d'œuvrer pour la communauté peule dispersée dans de nombreux pays en Afrique et à l'étranger.Conférences, débats, musiques traditionnelles, le Tabital Pulaaku réunis des Peuls de Guinée, du Mali, Mauritanie, Sénégal, Tchad, Burkina Faso, Sierra Leone, Cameroun, Asie, Europe, Amérique, etc.
Il existe un Tabital Pulaaku Belgique (Festival Peulh de Bruxelles) et un Tabital Pulaaku France (Paris) sous le patronage d'un Tabital Pulaaku Europe.
- Recherche

GREFUL (Groupe D'Études Comparatives des Sociétés peules)
Depuis vingt ans, le premier lundi de chaque mois, les membres (chercheurs, doctorants) appartenant à diverses institutions françaises (CNRS, EHESS, IRD, INALCO, Université Paris X...) ou étrangères, se réunissent dans le cadre d'un séminaire consacré à la diaspora des Fulɓe.
- Revues:
- Journaux:
- Médias: